# Abasolo, Guanajuato
Abasolo là một đô thị thuộc bang Guanajuato, México. Năm 2005, dân số của đô thị này là 77094 người.